# Anhangueridae
Los ananguéridos (Anhangueridae) son una familia extinta de pterosaurios dentro del suborden Pterodactyloidea. Estuvieron entre los últimos pterosaurios que poseían dientes. Un estudio de 2013 sobre el grupo consideró que los Anhangueridae pueden ser distinguidos por una cresta premaxilar y una expansión lateral en la zona distal del rostro. El mismo estudio presentó un análisis cladístico, para el cual se calculó un "árbol de consenso". El resultado consistió en que se halló que Anhangueridae es el taxón hermano del pterosaurio con grandes crestas Tropeognathus.